# Shotzi Blackheart
Ashley Louise Urbanski (ur. 14 marca 1992) – amerykańska profesjonalna wrestlerka. Obecnie związana jest kontraktem z federacją WWE, występując w brandzie SmackDown pod pseudonimem ringowym Shotzi (skrótowiec od jej poprzedniego przydomka Shotzi Blackheart). Jest tam byłą posiadaczką NXT Women’s Tag Team Championship. 

## Kariera wrestlingu
Swoje pierwsze kroki w karierze wrestlerki stawiała w niezależnych promocjach, takich jak All Pro Wrestling, Bar Wrestling, oraz Big Time Wrestling. W 2018 roku próbowała swoich sił w Impact Wrestling. Jej starania zostały zauważone i 11 października 2019, podczas wydarzenia Evolve 137, dyrektor generalny NXT, rozwojowego oddziału czołowej federacji WWE, William Regal zaoferował Urbanski kontrakt zawodniczy z WWE.

### WWE

#### Tough Enough(2015)
Urbanski przystąpiła do rywalizacji w szóstym sezonie konkursu Tough Enough, organizowanego przez WWE w celu wyłonienia ich potencjalnych gwiazd. Została jednak zmuszona do rezygnacji z kompetycji z powodów zdrowotnych, zostając zastąpiona Gabi Castrovinci, która ostatecznie zajęła 10. miejsce.

#### NXT (2019–2021)
Po oficjalnym podpisaniu kontraktu z WWE, Urbanski zadebiutowała w telewizji 25 grudnia 2019 na NXT, przybierając pseudonim Shotzi Blackheart, w przegranym starciu z Biancą Belair. W styczniu bezskutecznie walczyła o miano pretendenckie do NXT Women’s Championship, biorąc udział w battle royal, z którego wyeliminowała Shaynę Baszler. Tydzień później, 22 stycznia, Baszler pokonała Blackheart w pojedynku jeden na jednego. Blackheart dotarła do finałowej siódemki uczestniczek w Royal Rumble matchu z udziałem trzydziestu kobiet, mającego miejsce pod koniec stycznia na gali Royal Rumble, jednak została wyeliminowana przez swoją rywalkę, Shaynę Baszler. Zaraz po pojedynku została zaatakowana przez Deonnę Purrazzo, co zaowocowało walkę pomiędzy nimi na następnym odcinku NXT, gdzie Blackheart odniosła zwycięstwo.
W czerwcu połączyła siły z Tegan Nox, by rzucić wyzwanie panującym mistrzyniom Bayley i Sashy Banks o WWE Women’s Tag Team Championship, niemniej jednak poległy.
Blackheart służyła jako gospodarz gali NXT: Halloween Havoc, podczas której pomogła zachować NXT Women’s Championship mistrzyni Io Shirai nad Candice LeRae, poprzez odparcie ataku na mistrzynię ze strony nowej sojuszniczki pretendentki do tytułu, Indi Hartwell. Następnie utworzyła sojusz z Shirai, Rheą Ripley i Ember Moon, zmagając się z LeRae, Hartwell, Raquel González i Dakotą Kai w przegranym przez drużynę Blackheart WarGames matchu na NXT TakeOver: WarGames. 

##### NXT Women’s Tag Team Championship (2021)
Na początku 2021 roku nawiązała współpracę z Ember Moon, wraz z którą dotarła do finałów inauguracyjnego turnieju Dusty Rhodes Tag Team Classic dla kobiet, jednakże uległy one ostatecznym zwyciężczyniom, Dakocie Kai i Raquel González na NXT TakeOver: Vengeance Day. 10 marca 2021 pokonały Kai i González w walce o NXT Women’s Tag Team Championship, co dało pierwszy tytuł mistrzowski Blackheart w swojej kadencji w WWE. Zdołały obronić wyróżnienie przeciwko reprezentantkom stajni The Way (Candice LeRae i Indi Hartwell) podczas drugiej części NXT TakeOver: Stand & Deliver, jednak niedługo potem utraciły je w starciu rewanżowym, który odbył się na zasadach Street Fight, 4 maja w trakcie emisji epizodu NXT.

#### SmackDown (od 2021)
9 lipca przyjęła przydomek Shotzi oraz po raz kolejny zawiązała sojusz z Tegan Nox, pod wspólną nazwą Shotzi & Nox, debiutując na SmackDown w zwycięskim zmaganiu bez tytułu na szali z WWE Women’s Tag Team Championkami Natalyą i Taminą. Udało im się dokonać tego samego w rewanżu tydzień później. Duet jednak został rozdzielony po brandach na skutek Draftu, wskutek którego Shotzi pozostała na SmackDown, natomiast Nox otrzymała transfer na Raw, zostając zwolniona niedługo później w ramach cięć budżetowych w firmie.
29 października zmierzyła się z posiadaczką WWE SmackDown Women’s Championship Charlotte Flair, przegrywając. Po walce zaatakowała towarzyszącą jej Sashę Banks, przechodząc heel turn po raz pierwszy w karierze. Na Survivor Series była częścią reprezentacji SmackDown w żeńskim 5-on-5 Survivor Series elimination matchu, z którego została wykluczona przez Biancę Belair, a jej drużyna przegrała. Na Royal Rumble była częścią żeńskiego Royal Rumble matchu, jednakże nie zdołała wygrać pojedynku.
W maju zakwalifikowała się do kobiecego Money in the Bank ladder matchu, którego stawką jest kontrakt, gwarantujący walkę o dowolne mistrzostwo kobiet w wybranym przez posiadaczkę miejscu i czasie. Na Money in the Bank nie udało jej się wykorzystać szansy na zdobycie walizki z kontraktem. W sierpniu zmagała się w turnieju o zwakowane WWE Women’s Tag Team Championship ze swoją nową partnerką Xią Li. Zespół odpadł w pierwszej rundzie po porażce z Aliyah i Raquel Rodriguez.
16 września na SmackDown uratowała Raquel Rodriguez przed atakiem Damage Control (Bayley, Iyo Sky i Dakoty Kai), ponownie stając się face'em.

## Mistrzostwa i osiągnięcia
- Pro Wrestling Illustrated
  - PWI sklasyfikowało ją na miejscu  30. wśród 150 najlepszych zawodniczek roku 2021[28]

- WWE
  - NXT Women’s Tag Team Championship (1 raz) – z Ember Moon
  - NXT Year-End Award (1 raz)
    - Breakout Star of the Year (2020)[29]